# ゼルマ・メーアバウム＝アイジンガー
ゼルマ・メーアバウム＝アイジンガー(英：Selma Merbaum-Eisinger)
(1924年2月5日 - 1942年12月16日)はルーマニアで生まれ、ドイツ語の詩を綴ったユダヤ人少女。ホロコーストによってウクライナの強制収容所に送られ、18歳で病没した。

## 生涯

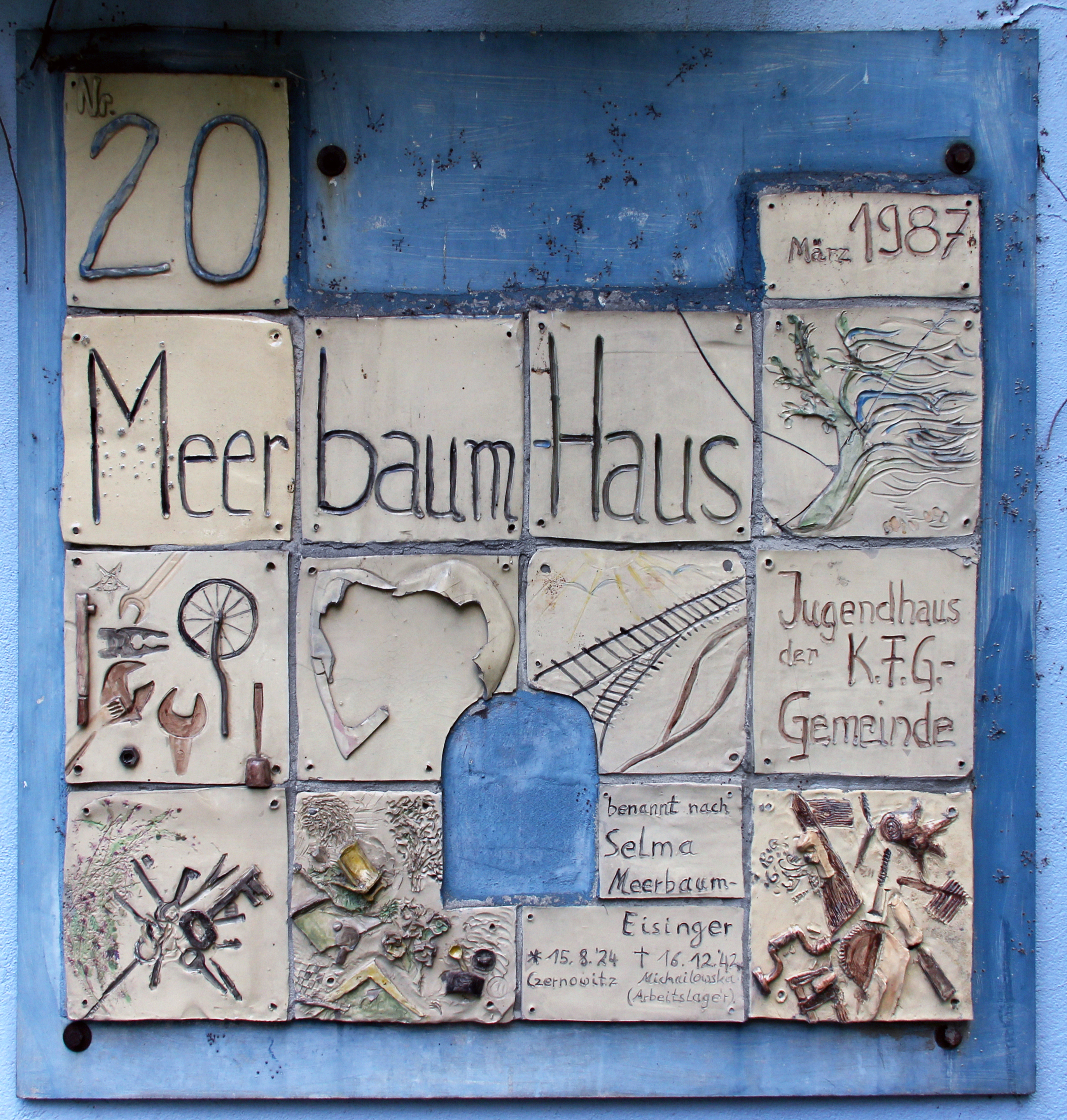
ハンザフィアテルSiegmunds Hof 20にあるメーアバウム・ハウス(Meerbaum-Haus)の記念銘板

ゼルマ・メーアバウム＝アイジンガーはルーマニア王国ブコヴィナ州のチェルノヴィッツ（現在のウクライナのチェルニウツィー州のチェルニウツィー）にある靴屋の父チャイム・メーア・メーアバウム（Chaim Meir Merbaum:マックス(Max)・メーアバウムと呼ばれる）と食料品店を営む母フリーデリケ（フリーダ(Frieda)）・シュレーガー(Friederike Schrager)の娘として生まれた。アイジンガーは彼女の継父の姓であった。幼いころから文学を学び始め、ハインリヒ・ハイネ、ライナー・マリア・リルケ、クラブント、ポール・ヴェルレーヌ、ラビンドラナート・タゴールといった作家の作品を通して彼女の作風に強い影響を与えた。
1939年にドイツ語詩人としての執筆活動を始め、持ち前の言語能力の高さによってユダヤ人高等女子ライシアムを卒業するまでにはフランス語やルーマニア語、イディッシュ語と生来のドイツ語の対訳の能力を身に着けるようになっていた。
その傍ら、ユダヤ人の若者が集うシオニスト・グループに加わっていて、仲間と打ち解けようとしたこともあった。仲間の一人である、レイセル・フィヒマン(Lejser Fichmann)という青年と知り合い、やがて恋心を抱くようになった。ゼルマの詩にはレイセルへの憧れを秘めた心情も盛り込まれるようになった。
後に、ナチス・ドイツが1940年にソビエト連邦に編入されていた彼女たちの地域へ侵攻し、1941年10月11日にユダヤ人は皆ゲットーへ移され、ゼルマも家族で一緒に暮らすことになった。ゲットーはバリケードで囲われ、外部への出入りは厳しく制限された。ゲットーにいたユダヤ人は10月25日から収容所への送還が始まり、強制労働に従事させられたが、日を追うごとにチェルニウツィーのユダヤ人が減少していくことにより街の運営が行き詰まると送還は中止され、工場や病院・店舗などで働く人々などはゲットーに留まることになった。11月半ばにゲットーは解放され、市内に残ったゼルマの家族は引き続きアパートに住むことになった。父の仕事を手伝いながらも、ゼルマは愛するレイセルのために詩を作り続けていた。
だが、1942年6月28日には市内での居住許可を出した市長が更迭されたことをきっかけに居住権を剥奪され、8月28日にはウクライナの片田舎にあるミハイロフカの強制収容所（チェルニウツィーの東北東約200km付近）に家族共々移送された後、ゼルマはやがてその施設の劣悪な環境の中で発疹チフスにより亡くなった。

## その後
詩集はゼルマによってアルバムの形で綴られ、自分たちが連行されるにあたって、1942年2月にゼルマとは別の強制収容所に送還されたシオニスト・グループの青年レイセル・フィヒマンにゼルマの親友を通じて「愛をこめて」という形で託された。レイセルは1943年初めにチェルニウツィーに短期間戻ることを許された時に親友からアルバムを渡され、1944年に強制収容所が解放されるまでそのアルバムを保管していた。レイセルはシオニスト・グループの仲間とパレスチナへ渡る決心をした一方で、自分が死んだ際に詩集が喪失することがないようにと、ゼルマの親友にアルバムを返した。レイセルはパレスチナへ渡航する途中、1944年8月5日に黒海でソ連の潜水艦の砲撃を受けて死亡した一方、親友たちはゼルマから届けられた手紙とアルバムとを別々にしながら、ヨーロッパを横断してパリからパレスチナへ渡った。
1968年、旧・東ベルリンで詩集『何という言葉が寒さに向かって叫ばれたことだろう(Welch Wort in die Kälte gerufen)』（副題：ドイツ語にみる第三帝国におけるユダヤ迫害(Die Judenverfolgung des Dritten Reiches im deutschen Gedicht)）が出版され、その中に編集者のハインツ・ザイデル(Heinz Seydel)がブカレストに住んでいた人たちから手に入れたゼルマの2篇の詩のうちの『ポエム(Poem)』も収録されていた。
ゼルマの当時のユダヤ人高等女子ライシアムの担任であり、建国後のイスラエルへ移住したヘルシュ・シーガル(Hersh Segal)はこの詩を読んだ後、ゼルマの友人を訪ね、彼女が保管していたアルバムを元に1976年にゼルマの詩集『アンソロジー(Blütenlese)』を自費出版し、友人・知人に配布した（第二版は1979年、テルアビブ大学により出版された）。文学ジャーナリストのユルゲン・ゼルケはゼルマの親戚のパウル・ツェランのいとこから、詩人のヒルデ・ドミーンを通じてこの詩集を手に入れ、1980年に旧・西ドイツでゼルマの詩集『私は憧れに包まれている(Ich bin in Sehnsucht eingehüllt)』を出版したことにより、ゼルマの存在が世界中で知られるようになった。
詩集は1978年にイディッシュ語版、1983年にヘブライ語版が出版されたほか、英語などの各言語に翻訳された。また、ゼルマの詩を題材にした音楽作品も世界各国で多数発表されている。
2005年11月にはゼルマの詩の朗読を収録したオーディオブックが発売された。
日本では、1983年12月号の『鳩よ!』（マガジンハウス）、1985年12月号の『詩とメルヘン』（サンリオ出版）でそれぞれゼルマの詩が紹介された。その後、詩集の文庫本やドラマCD（後述）などにもなった。

## 詩集
ゼルマが遺した詩集には57篇のドイツ語の詩が収められているが、創作の52篇以外はフランス語などの詩からの5篇の訳詩もあり、表題がないものも3篇ある。1939年頃に書かれた『喜びをもって(Gilu)』以外は1941年12月24日までに戦争中に書かれたものである。詩集の最後尾の詩『悲劇(Tragik)』には赤文字で次の文章が添えられている。
ゼルマの詩集は二部構成になっており、それぞれのテーマによってまとめられている。
下記は収録されている詩のリスト及び発表年月日。
選集その1(Der Blütenlese Erster Teil)
- 歌(Lied)「今日、あなたは私を悲しませた。(Heute tatest du mir weh.)～」 - 1939年12月25日

『アップルブロッサム(Apfelblüten)』
- 色彩(Farben) - 1939年12月18日
- 結晶(Kristall) - 1940年12月8日
- 黄色いアスター[注 17]にひとつの歌を(Den gelben Astern ein Lied) - 1941年6月30日

『ダークライラック(Dunkler Flieder)』
- 栗の実(Kastanien) - 1939年9月23日
- 落ち葉(Welke Blätter) - 同9月24日
- 静寂(Stille) - 同10月24日
- 散歩(Spaziergang) - 同11月29日
- 枯れ葉(Welkes Blatt) - 1940年2月1日
- ワイングラス(Der Kelch) - 同上
- 春(Frühling) - 同3月7日
- 午後(Nachmittag) - 同4月16日
- 午後晩(おそ)く(Spätnachmittag) - 同上
- 雨(Regen) - 同5月頃
- 夕暮れ I(Abend I) - 1941年7月14日
- 夕暮れ II(Abend II) - 同12月12日

『ナイトシャドウ(Nachtschatten)』
- 哀しみ(Trauer) - 1940年12月6日
- 憧れの歌(Sehnsuchtslied) - 1941年1月9日
- わたしのための子守歌(Schlaflied für mich) - 同1月頃
- あなたは、あなたは知っていますか……(Du, weisst du ...) - 同3月4日
- メルヘン(Märchen) - 同3月7日
- わたしは雨(Ich bin der Regen) - 同3月8日
- 然り(Ja) - 同7月6日
- ポエム(Poem) - 同7月7日
- 八月(August) - 同6月30日
- 秋(Herbst) - 同上
- 歌(Lied)「わたしの歌を聴いて(Nimm hin mein Lied –)～」 - 同上
- 秋の雨(Herbstregen) - 同上

『赤いカーネーション(Rote Nelken)』
- 手(Hände) - 1941年10月14日
- 髪(Haar) - 同10月18日
- わたしは夜(Ich bin die Nacht) - 同5月6日
- 赤いカーネーション(Rote Nelken)[注 19] - 不明

『星たち(Sterne)』
- 子守歌(Schlaflied)「わが子よおやすみ、眠りに落ち、寝付いて、泣き止みなさい～(Schlaf, mein Kindchen, so schlaf schon ein, so schlaf doch und weine nicht mehr.)」 - 1941年1月頃
- ゆりかごの歌(Wiegenlied) - 同上

『旗(Fahnen)』
- 喜びをもって(Gilu)[58][注 20] - 1939年5月あるいは6月頃
- 喜びの歌(Lied der Freude) - 1941年2月11日
- 嵐(Der Sturm) - 同3月頃

『異国の蘭(Fremdländische Orchideen)』
- 私は運命への道(Ich bin der Weg gen Untergang)※イツィク・マンゲル作詩(イディッシュ語)の対訳 - 1941年5月3日
- 子守歌(Schlaflied)「嘘でもいいから、私の膝を枕にしなさい～(Leg den Kopf auf meine Knie, so ist es gut liegen.)」※レイヴィク（英語版）作詩（同上）の対訳 - 同11月7日
- 秋の歌(Herbstlied)※ヴェルレーヌ作詩（フランス語）の対訳 - 同5月3日
- （無題）[注 21]「私の中で雨が泣き、街でも雨が泣いている～(Es weint der Regen in mir,Wie er weint auf die Stadt.)」※ヴェルレーヌ作詩の対訳 - 同2月8日
- 薄明り(Dämmerung)※ディシポール・ミネア（ルーマニア語版）作詩（ルーマニア語圏）の対訳 - 同1月8日

選集その2(Der Blütenlese Zweiter Teil)
『お茶の花(Teeblüten)』
- 午前(Vormittag) - 1941年8月1日
- 雨の歌(Regenlied) - 同上

『白菊(Weiße Chrysanthemen)』
- 鉛筆によるスケッチ(Bleistiftskizze) - 1941年9月28日
- シュテファン・ツヴァイク（Stefan Zweig）※1941年12月24日に同氏のために創られた最後の作品[61]。
- しあわせ(Das Glück) - 同8月18日
- ソネット(Sonett) - 同上
- 八月の太陽(Sonne im August) - 同8月23日
- 涙のスカーフ(Tränenhalsband) - 同11月6日
- （無題）「とても多くの鮮やかな出来事～(Es ist so viel buntes Geschehen...)」 - 不明

『ワイルドポピー(Wilder Mohn)』
- おまえのための子守歌(Schlaflied für dich) - 不明
- 夢(Träume) - 1941年11月8日
- 憧れのための子守歌(Schlaflied für die Sehnsucht)[注 22] - 不明
- 歌は疲れて(Müdes Lied） - 1941年12月23日
- （無題）「あなたのために私が～(Spürst du es nicht, wenn ich um dich weine...)」 - 同上
- 悲劇(Tragik) - 同上

ちなみにゼルマは収容所へ移送される途中、『郷愁(Heimweh)』とラビンドラナート・タゴールの『家と世界』の第五章「なぜ私は歌えないのか？(Warum kann ich nicht singen?)～」いう二編の詩を手紙に遺している。手紙の最後の一文は「私はもうだめ、もうくずれおちてしまう。＜たった今、チュニアは私にロッチー（いずれも囚人の名前）からメモを渡されました。彼らは書きかけの文章を送るためのチャンスを私にくれました。＞口づけを。ハザーク（ヘブライ語で「強かれかし」）－ゼルマ」。

## 詩のスタイルと評価
ゼルマは自分たちの身に迫りつつある過酷な現実を目の当たりにして、熱く激しい憧れや深い悲しみ、繊細な感性と鋭い観察とを織り合わせた文学的にも高い水準の詩を作り続けていた。時局は彼女の詩にも反映され、1941年にユダヤ人高等女子ライシアムに通う頃（ルーマニア王国が日独伊三国同盟に加入し、イオン・アントネスクによる独裁政権となった頃）になってから詩にも陰りを増すようになった。同7月7日にナチス・ドイツによるホロコーストでユダヤ教の大聖堂が焼き討ちに遭い、数百人のユダヤ人が殺害された時も、詩『ポエム』で「わたしは生きたい／わたしは死にたくない／生はわたしのもの」といった悲痛な感情を込めて綴った。これは、他のユダヤ系ドイツ語詩人がゲットーや収容所内で実践したような、伝統的詩形式により｢ことば｣の音楽性を高めて詩の世界へと入り込むことにより、現実の苦難から身を引き離し生きる力を得る営みであることを意味している。
また、ゼルマが同じユダヤ人の詩人でありながら、イディッシュ語でもヘブライ語でもなくドイツ語に固執しつづけたのは、自分の母国語であることはともかく、ユダヤ系ドイツ語詩人の例に漏れず、ナチズムやホロコーストという現実にさらされているにもかかわらず、いっそう強く保持し続けた詩人にとっての母語であるドイツ語への思いから来たものである。
訳者を含め、複数の詩人や批評家はゼルマの詩を高く評価している。
- 「（詩の中で）高度なテクニックを駆使している場合でも、いつも自然な流れを感じさせる。ゼルマはドイツ詩の伝統のなかで、またチェルノヴィッツの文学風景のなかで成長しながら、彼女独自のものをつかみつつあった。」秋山宏[77]（詩集日本語版訳者）
- 「すでに青春時代に、このようにみごとにさまざまな詩形、韻律、リズムを自分のものにしているゼルマは、もし生きていれば、偉大な詩人になったであろう…。」トーマス・B・シューマン（批評家）[71]
- 「この詩は文学を越えたドキュメントである。」カール・クローロ（英語版）[78]（ドイツの詩人・翻訳家）
- 「これは人びとがつき動かされ、涙ながらに読む抒情詩である[注 26]。とても清らかで、とても美しく、とても明るく、そしてとても脅かされた詩だ。」ヒルデ・ドミーン[79]（ドイツの叙情詩人・作家）
- 「この若き乙女の声は、彼女がもたらす人生の豊かさの輝ける暗示で、長い歳月をもって我々の心を打つことになるであろう。」J・M・クッツェー（ノーベル文学賞受賞者）[80]
- 「彼女が死の前に遺した撰集が明かすものは、それ自身が滅びることなく生き続けていることにある。ゼルマは強制収容所の奥底から柔らかく薄暗い声で我々に語りかけてくる。そして灰の中から救い出された詩は、喪失と恐怖の“千の暗闇”（ゼルマのいとこのパウル・ツェランの言葉より引用）を克服した驚くべき物語を我々に提供し、年月をかけて我々の元に届くだろう。」アリエル・ドルフマン（演劇『死と乙女（英語版）』の著者）[80]

ゼルマの詩は同郷のローゼ・アウスレンダーやパウル・ツェランらの詩と共に、ブコヴィナにおけるドイツ・ユダヤ文化の重要な作品として位置づけられている。

## ゼルマを扱った作品（日本国内）
- 『カプリチオ』(声楽曲) 1990年 - 訳詞：秋山宏 作曲：寺嶋陸也[81]

『ソネット』を収録。
- 『ゼルマの詩集』(ドラマCD) 1997年2月12日 - 原作：ゼルマ・M＝アイジンガー 訳・解説：秋山宏 イラスト：高河ゆん 脚本：宇井孝司 音楽：尾形真一郎 声：椎名へきる 他 企画・制作：株式会社ドリームタイムエンタープライズ、マーキュリー・ミュージックエンターテインメント株式会社 PHCL-5050

『ゼルマの詩集』の中から、11篇を収録。
- 『女声合唱とピアノのための 二つの祈り』(楽譜集) 2008年3月4日 - 原作：ゼルマ・M＝アイジンガー 翻訳：秋山宏 作曲：尾形敏幸 出版：音楽之友社[82]

『憧れのための子守歌』を収録。